# Mikroregion MILADA

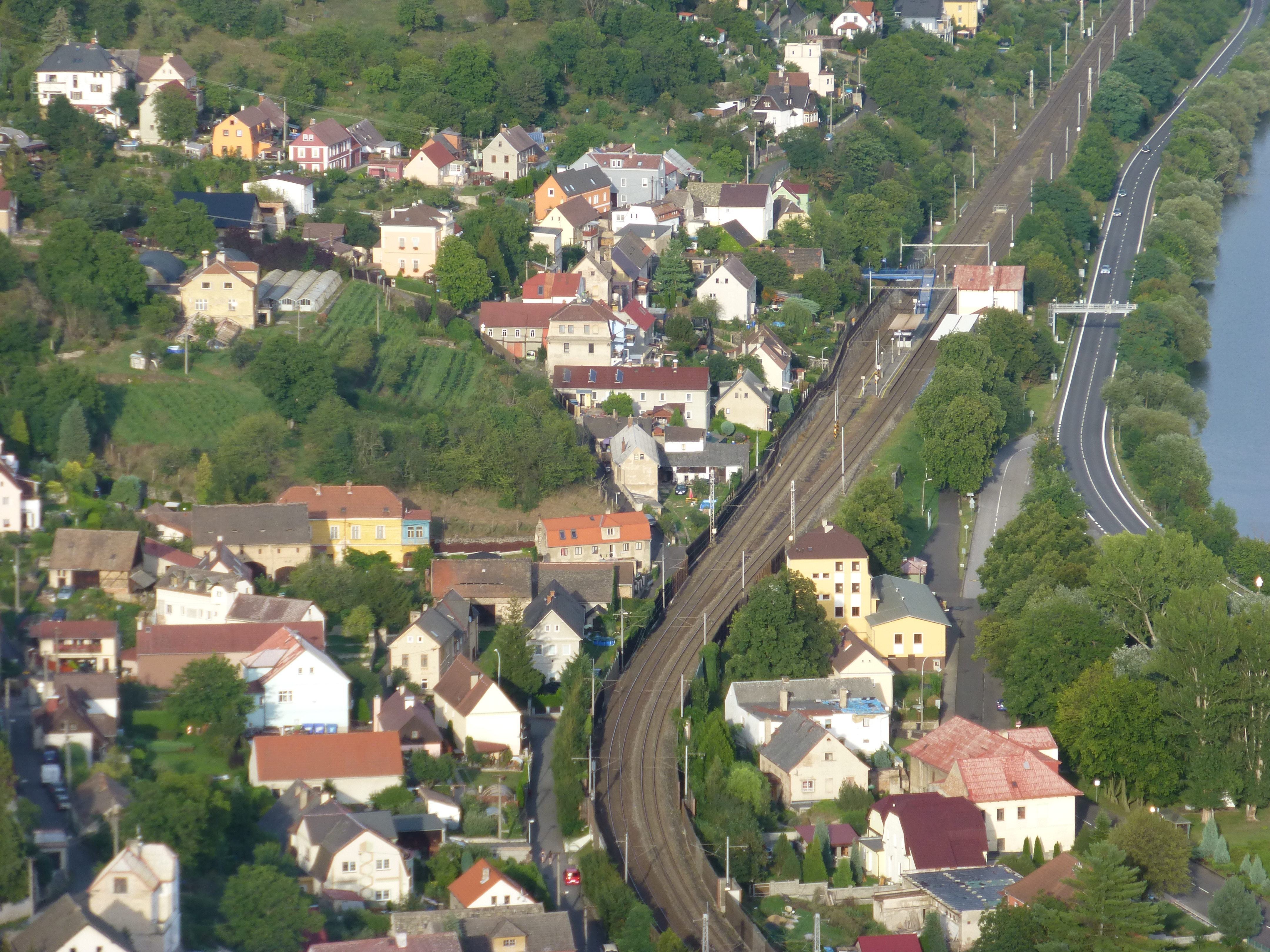
Dolní Zálezly.

Mikroregion MILADA je dobrovolný svazek obcí v okresu Ústí nad Labem, jeho sídlem jsou Trmice a jeho cílem je rozvoj měst a obcí sdružených v mikroregionu. Sdružuje celkem 7 obcí a byl založen v roce 2000.

## Obce sdružené v mikroregionu
- Dolní Zálezly
- Habrovany
- Chabařovice
- Přestanov
- Řehlovice
- Stebno
- Trmice